# Рождество Христово (Шипченски манастир)
„Рождество Христово“ е католиконът на православния Шипченски манастир в град Шипка, община Казанлък. Църквата е обявена за храм-паметник и паметник на културата от национално значение. Тя е включена в списъка на Стоте национални туристически обекта на Българския туристически съюз под № 92. Посветена е на героите от Руско-турска война (1877-1878). В нейните подземия е съоръжена костница, в която се съхраняват костите на близо 9000 руски и български воини, загинали в България през Освободителната война.

## История
Средствата за изграждането на храма са набрани чрез дарения, събрани предимно в Русия, но също и в България. Инициативата за неговото построяване е на граф Николай Игнатиев и Олга Скобелева, майката на руския герой от войната генерал-майор Михаил Скобелев. Строежът започва през 1885 г. и завършва през 1902 г. под ръководството на руски архитекти.
Храмът е открит тържествено на 27 септември 1902 г. в присъствието на генерали от руската армия и много почетни гости. Огромните камбани, най-голямата от които тежи 12 тона, са отлети от събраните в района гилзи. Откриването и освещаването на храма съвпада с 25-годишнината от Шипченската битка през юли-септември 1877 г.
Първоначално целият манастир е руска собственост, но през 1934 г. е предоставен от съветското правителство на България за вечни времена. През 1970 г. храм-паметникът е обявен за исторически паметник на културата, а по късно става част от историческо-архитектурния резерват „Шипка-Бузлуджа“. Общо около 800 хиляди български и чуждестранни туристи посещават храма всяка година, което го превръща в една от най-популярните забележителности на България.

## Архитектура
Сградата е изградена в стила на руските църкви от 17 век. Представлява образец на богато украсен и зографисан храм. Храмът и камбанарията са изградени по проект на архитект Антоний Осипович Томишко. Църквата е стенописвана 2 пъти – през 1902 г. от Г. Месоедов и Антон Митов и през 1957 – 1959 г. от колектив под ръководството на Н. Ростовцев. Иконостасът за храма на Шипка е по проект на проф. А. Н. Померанцев.
Църквата има централен и 4 по-малки купола с позлатени луковици и кръстове. До западната фасада е долепена островърха камбанария със 17 камбани, висока 53 m и богато украсена с многобройни арки, колони, майолика и позлата.
Върху вътрешните стени и в аркадните галерии отвън са поставени 34 мраморни плочи с имената на 8491 офицери, войници и опълченци, загинали по време на Освободителната война в България. В криптата под храма в 12 каменни саркофага са положени тленните останки на загиналите.